# Municipis de Mallorca pel dret a decidir

Municipis pel dret a decidir (groc: SI, vermell: NO)

Encapçalats pels regidors membres de la plataforma "Avançam", 19 municipis dels 53 de Mallorca han (durant 2013) aprovat mocions a favor del dret a l'autodeterminació. Això inclou el 36% dels municipis i el 17% de la població de l'illa amb només un municipi en contra (Palma).
Les mocions són presentades als plens municipals per regidors, majoritàriament membres de la plataforma "Avançam", de partits varis. Aquestes han estat presentades per: PSM (8 cops), Esquerra Republicana (4 cops), Verds-Esquerra d'Artà, Bloc per Felanitx, Bloc per Inca, Bloc per Porreres, Assemblea per Sant Joan i CxI.

## Aprovació/rebuig de les mocions
Els municipis de Mallorca que han aprovat mocions pel dret a decidir són Alaró, Artà, Banyalbufar, Bunyola, Capdepera, Costitx, Felanitx, Inca, Llubí, Montuïri, Petra, Pollença, Porreres, Santa Margalida, Sant Joan, Sa Pobla, Sencelles, Ses Salines i Sineu.
A més d'aquests municipis, també s'han presentat mocions a: Binissalem, Manacor i Mancor.
Els municipis de Mallorca que han tombat mocions pel dret a decidir són Palma.

## Posició dels partits
|                 |             |             | A favor (regidors) | A favor (regidors) | A favor (regidors) | A favor (regidors) | A favor (regidors) | A favor (regidors) | A favor (regidors) | A favor (regidors) | Abstencions (regidors) | Abstencions (regidors) | Abstencions (regidors) | Abstencions (regidors) | Abstencions (regidors) | Abstencions (regidors) | En contra (regidors) | En contra (regidors) | En contra (regidors) |
|                 |             |             | PSM                | Esquerra           | CxI                | PSIB               | PP                 | UM                 | Altres             |                    | CxI                    | Lliga                  | PSIB                   | PP                     | Altres                 |                        | PP                   | PSIB                 | Altres               |
| --------------- | ----------- | ----------- | ------------------ | ------------------ | ------------------ | ------------------ | ------------------ | ------------------ | ------------------ | ------------------ | ---------------------- | ---------------------- | ---------------------- | ---------------------- | ---------------------- | ---------------------- | -------------------- | -------------------- | -------------------- |
| Alaró           | Alaró       | Alaró       | 1                  |                    |                    | 3                  | 5                  | 2                  |                    |                    |                        |                        |                        |                        |                        |                        |                      |                      |                      |
| Artà            | Artà        | Artà        |                    | 1                  |                    |                    |                    | 5                  | 2                  |                    |                        |                        | 3                      |                        |                        |                        | 2                    |                      |                      |
| Banyalbufar     | Banyalbufar | Banyalbufar |                    | 1                  | 4                  |                    |                    |                    |                    |                    |                        |                        |                        | 1                      |                        |                        | 1                    |                      |                      |
| Bunyola         | Bunyola     | Bunyola     |                    | 1                  |                    | 3                  | 6                  | 1                  | 2                  |                    |                        |                        |                        |                        |                        |                        |                      |                      |                      |
| Capdepera       | Capdepera   | Capdepera   | 2                  |                    |                    | 4                  |                    |                    | 4                  |                    |                        |                        | 1                      |                        | 1                      |                        | 5                    |                      |                      |
| Costitx         | Costitx     | Costitx     | 2                  |                    | 5                  |                    |                    |                    |                    |                    | 1                      |                        |                        |                        |                        |                        | 1                    |                      |                      |
| Felanitx        | Felanitx    | Felanitx    |                    |                    |                    | 4                  | 9                  | 1                  | 3                  |                    |                        |                        |                        |                        |                        |                        |                      |                      |                      |
| Inca            | Inca        | Inca        | 2                  |                    |                    | 6                  | 12                 |                    | 1                  |                    |                        |                        |                        |                        |                        |                        |                      |                      |                      |
| Llubí           | Llubí       | Llubí       | 4                  |                    | 1                  | 1                  |                    |                    |                    |                    |                        |                        |                        |                        |                        |                        | 5                    |                      |                      |
| Montuïri        | Montuïri    | Montuïri    | 3                  |                    |                    |                    | 6                  |                    |                    |                    |                        |                        | 2                      |                        |                        |                        |                      |                      |                      |
| Palma           | Palma       | Palma       | 3                  |                    |                    |                    |                    |                    |                    |                    |                        |                        | 9                      |                        |                        |                        | 17                   |                      |                      |
| Petra           | Petra       | Petra       | 6                  |                    |                    |                    |                    | 2                  |                    |                    |                        |                        |                        |                        |                        |                        | 3                    |                      |                      |
| Pollença        | Pollença    | Pollença    | 1                  |                    |                    | 2                  |                    |                    | 4                  |                    |                        | 3                      |                        |                        |                        |                        | 5                    |                      | 1                    |
| Porreres        | Porreres    | Porreres    |                    |                    |                    |                    |                    | 6                  | 2                  |                    |                        |                        |                        |                        |                        |                        | 3                    |                      |                      |
| Santa Margalida |             |             |                    |                    |                    |                    |                    |                    |                    |                    |                        |                        |                        |                        |                        |                        |                      |                      |                      |
| Sant Joan       | Sant Joan   | Sant Joan   |                    |                    |                    | 1                  | 3                  | 1                  | 3                  |                    |                        |                        |                        |                        | 1                      |                        |                      |                      | 1                    |
| Sa Pobla        | Sa Pobla    | Sa Pobla    | 1                  |                    |                    |                    |                    |                    | 4                  |                    |                        |                        | 1                      | 9                      |                        |                        |                      |                      |                      |
| Sencelles       | Sencelles   | Sencelles   |                    |                    | 3                  | 2                  |                    |                    | 1                  |                    |                        |                        |                        |                        |                        |                        | 5                    |                      |                      |
| Ses Salines     | Ses Salines | Ses Salines |                    |                    |                    | 3                  |                    | 2                  | 3                  |                    |                        |                        |                        |                        |                        |                        | 3                    |                      |                      |
| Sineu           | Sineu       | Sineu       |                    |                    |                    |                    | 5                  | 1                  | 4                  |                    |                        |                        |                        |                        |                        |                        |                      | 1                    |                      |